# Děhel lesní
Děhel lesní (Angelica sylvestris) je vysoká dvouletá až vytrvalá bylina z čeledi miříkovitých (Apiaceae).

## Popis
Dorůstá do výšky až 2,5 metru. Lodyha je dutá, jemně rýhovaná. Zbarvení nasivělé, často až nafialovělé. Trojúhelníkovité listy, kromě nejhornějších jsou dlouze řapíkaté. Kvete od srpna do září.
Mezi její spásače patří tesařík úzkoštítý (Agapanthia villosoviridescens) a otakárek fenyklový (Papilio machaon). 

## Rozšíření
Roste skoro v celé Evropě, Malé Asii, Arménské vrchovině a v jižnějších částech Sibiře až po Bajkal. Objevuje se také v Kanadě, zde je však nepůvodním druhem. Roste na pastvinách, kultivované půde a podél vodních toků.

## Použití
Do 20. století byl děhel lesní využívaný jako zelenina. Rostlina zabraňovala kurdějím a dala se navíc dobře skladovat. Stonky se jedly čerstvé, ale listy se po uložení mohly přidávat pod maso.
Kořen děhelu byl používaný v tradičním rakouské medicíně ve formě čaje, který pomáhal pro léčení poruch zažívacího traktu, dýchacího ústrojí, nervového systému, a také proti horečkám, infekcím a chřipce.
Z rostliny se také získávalo žluté barvivo.

## Poddruhy
V České republice se vyskytují dva poddruhy. Děhel lesní horský (Angelica sylvestris subsp. montana) a děhel lesní pravý (Angelica sylvestris subsp. sylvestris). 

## Galerie

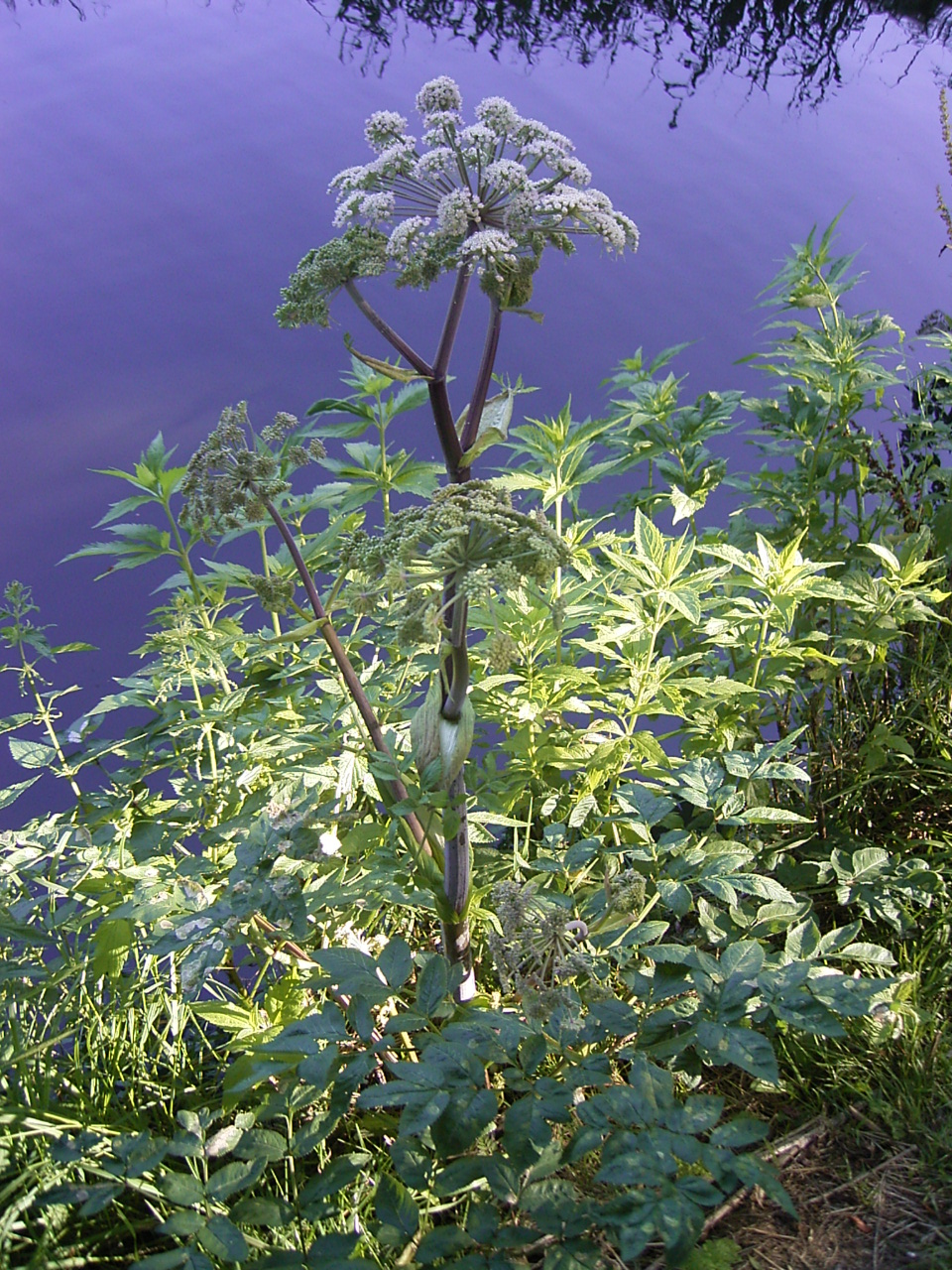
Děhel lesní
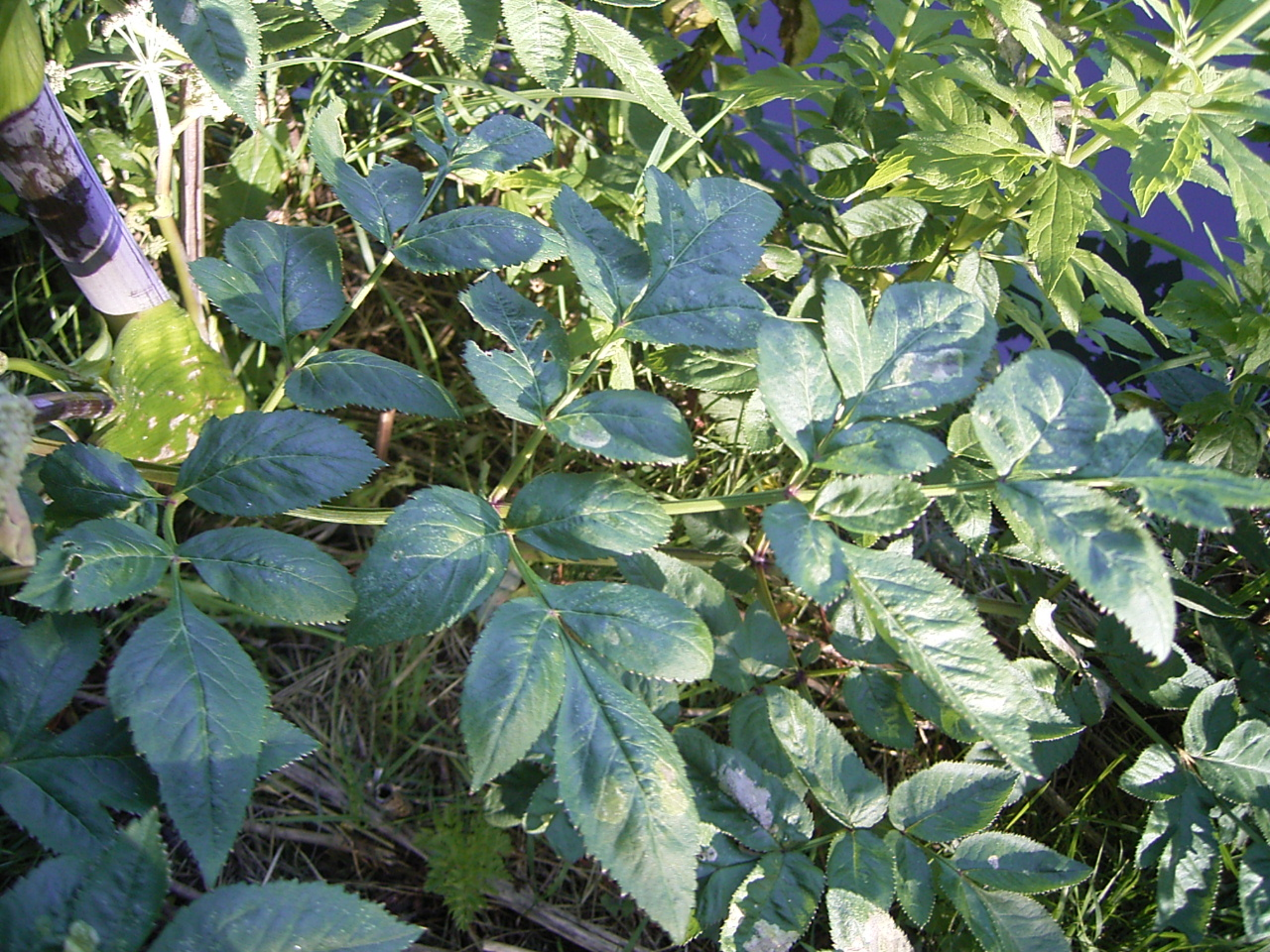
Listy
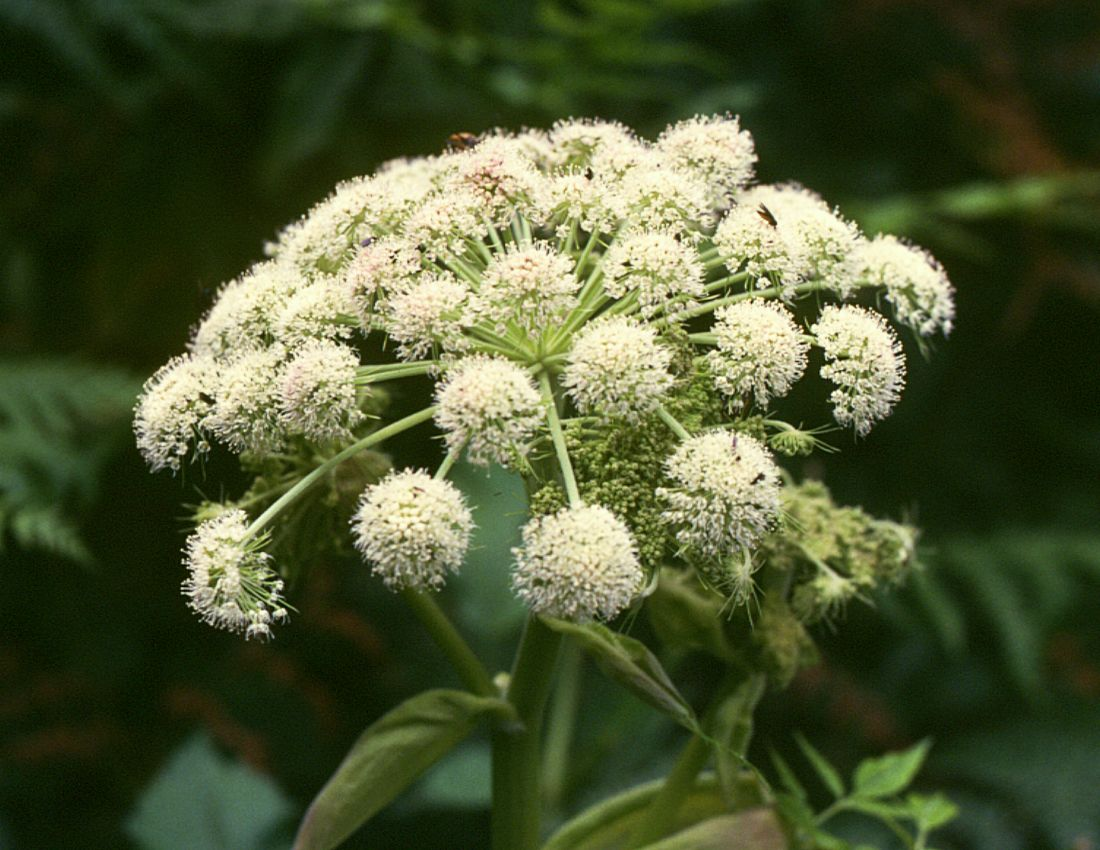
Kvetoucí okolík
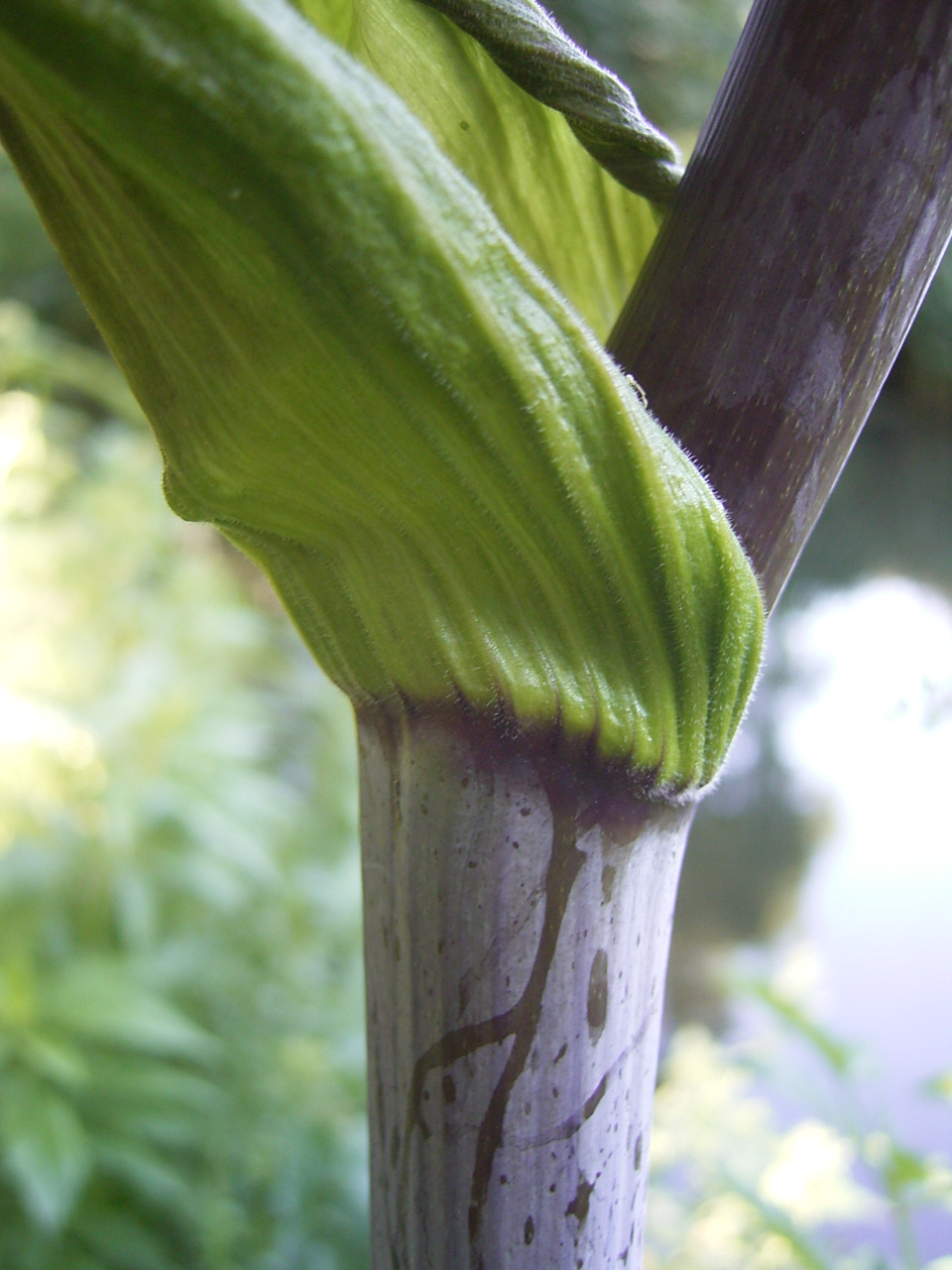
Stonek
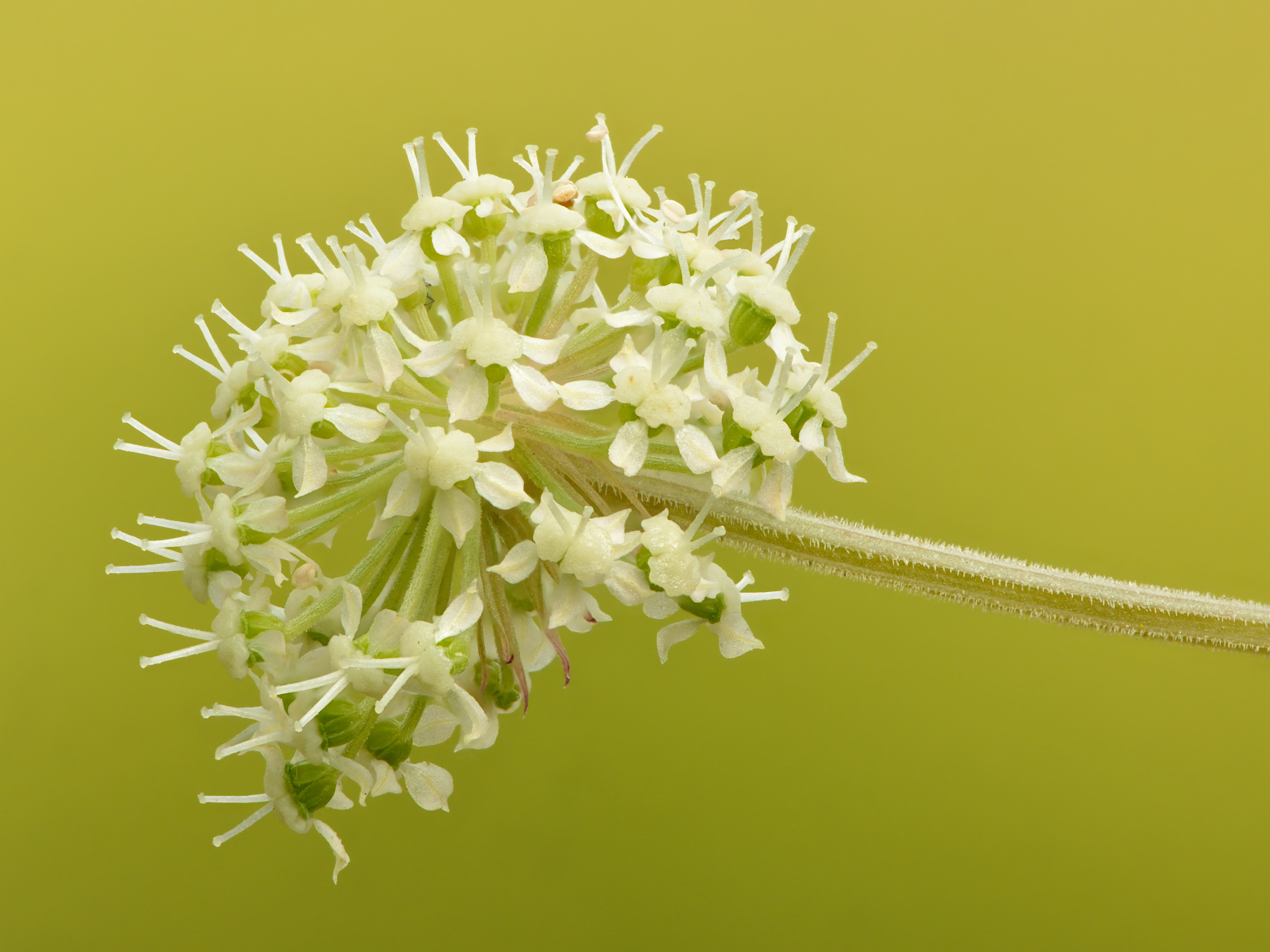
Kvete